# 王佑 (永乐进士)
王佑，又名王祐，浙江承宣布政使司紹興府山陰縣人，明朝政治人物、进士出身。

## 生平
貌美而無鬚。永乐十三年（1415年）乙未科进士，授工部主事。正统元年（1436年）累升为工部郎中，正统六年（1441年）署本部事。正统八年，因太监王振矫诏，提升授工部右侍郎，王佑十分谄媚王振，将王振看得如同父亲。有次王振问道：“王侍郎为何没有胡须？”其对答道：“老爺所無，兒安敢有。”听闻的人都鄙视他。
他在任期间修大功德禪寺、大覺寺、東嶽廟、城隍廟等。正統十三年（1448年）十月致仕